# ضأن أزرق (جنس)
الضأن الأزرق أو الضأن الكاذب (الاسم العلمي: Pseudois)، جنس حيوانات لبونة من فصيلة البقريات. يضم نوعان البهارال «ضأن الهيمالايا الأزرق» (Pseudois nayaur) والضأن الأزرق القزم (Pseudois schaeferi).